# 煙囪岩 (科羅拉多州)
煙囪岩（英語：Chimney Rock）是位於美國科羅拉多州阿丘利塔縣的一個非建制地區。該地的面積和人口皆未知。

## 地理
煙囪岩的座標為37°13′43″N 107°20′45″W / 37.22861°N 107.34583°W，而該地的平均海拔高度為2398米（即7867英尺）。